# Aconitum pseudobrunneum
Aconitum pseudobrunneum là một loài thực vật có hoa trong họ Mao lương. Loài này được W.T.Wang mô tả khoa học đầu tiên năm 1982.